# Hadroneura kamtshatica
Hadroneura kamtshatica är en tvåvingeart som beskrevs av Stackelberg 1943. Hadroneura kamtshatica ingår i släktet Hadroneura och familjen svampmyggor. Inga underarter finns listade i Catalogue of Life.